# Coleocentrus pettiti
Coleocentrus pettiti är en stekelart som beskrevs av Cresson 1868. Coleocentrus pettiti ingår i släktet Coleocentrus och familjen brokparasitsteklar. Inga underarter finns listade i Catalogue of Life.